# إيفال بيرسون
إيفال بيرسون هو مصارع هاوي سويدي، ولد في 3 سبتمبر 1891 في مالمو في السويد، وتوفي في 18 ديسمبر 1936.

## وصلات خارجية
- إيفال بيرسون على موقع أوليمبيديا (الإنجليزية)
- إيفال بيرسون على موقع اللجنة الأولمبية السويدية (السويدية)